# Albert Oehlen
Albert Oehlen (* 17. September 1954 in Krefeld) ist ein deutscher Maler, Objekt- und Installationskünstler.

## Leben
Albert Oehlen, der Bruder von Markus Oehlen, wurde 1954 in Krefeld geboren. Von 1977 bis 1981 studierte er an der Hochschule für bildende Künste in Hamburg bei Claus Böhmler und Sigmar Polke.
1978 malte er mit Werner Büttner ein Wandbild für die Buchhandlung Welt in Hamburg. Ein pornographisches Detail im Bild sorgte direkt für öffentliches Ärgernis, doch die beiden verantwortlichen Künstler zeigten ihre Reue in einem Entschuldigungsschreiben und erklärten sich bereit, ihren Fehler zu korrigieren. Auch wenn es Zweifel und Vorbehalte aus der zu Ende gehenden Epoche gegenüber den beiden Künstler gab, ließen sie sich bezüglich ihrer Malerei nicht die Freiheit nehmen. Sie gründeten zusammen die Liga zur Bekämpfung des widersprüchlichen Verhaltens.
Im Jahre 1981 erhielt Oehlen mit seinen Arbeiten eine Einzelausstellung bei Max Hetzler in Stuttgart. 1982 malte er Spiegelbilder und arbeitete mit Martin Kippenberger an der Skulptur „Orgonkiste bei Nacht“. Im Jahre 2000 erfolgte die Berufung auf eine Professur an der Kunstakademie Düsseldorf, die er bis 2009 innehatte. Er gestaltete das Monumentalmosaik Bionic Boogie für die Ausstellung In Between zur Weltausstellung Expo 2000 in Hannover. Für den Kölner Taschen-Verlag gestaltete er im Verlagshauptsitz am Hohenzollernring 53 einen Fliesenboden.
2015 erhielt Oehlen die Ehrendoktorwürde des School of the Art Institute of Chicago.
Er lebt in Gais AR.

## Werk
Albert Oehlen wird den sogenannten Neuen Wilden zugerechnet und ist ein Protagonist des Neoexpressionismus. Er selbst beschreibt sein Werk als „postungegenständlich“ und bezeichnet den Begriff selbst als „albern“. Sein Werk ist multimedial ausgerichtet, im Zentrum steht allerdings die Malerei. Viele Arbeiten sind als Serie angelegt, es geht dem Künstler um die Möglichkeiten des Malerischen. Etliche Werke sind in Zusammenarbeit mit anderen Künstlern wie Werner Büttner, Georg Herold, Markus Oehlen, Martin Kippenberger oder auch Jonathan Meese entstanden.

## Arbeiten in öffentlichen Sammlungen
Brasilien
- Centro de Arte Contemporânea Inhotim, Brumadinho, MG

Deutschland
- Museum Ludwig Köln
- Kunstmuseum Bonn
- Materienabfall. 1999, Öl auf Leinwand, 240,2 × 239 × 3 cm, Inv. Nr. 1999/253, Museum für Moderne Kunst (MMK), Frankfurt am Main
- Sammlung Falckenberg – Kulturstiftung Phoenix Art, Hamburg[5]
- Hamburger Kunsthalle, Hamburg
- ZKM Zentrum für Kunst und Medientechnologie, Karlsruhe
- Museum Abteiberg, Mönchengladbach
- Kunstraum Grässlin, St. Georgen
- Staatliche Graphische Sammlung München

Österreich
- Neue Galerie Graz[6]
- Essl Museum, Klosterneuburg/Wien[7]

Italien
- Trevi Flash Art Museum Of Contemporary Art, Trevi

Luxemburg
- MUDAM – Musée d’Art Moderne Grand-Duc Jean, Luxemburg

Vereinigte Staaten von Amerika
- MoMA – Museum of Modern Art, New York, NY[8]

Vereinigtes Königreich
- Saatchi Gallery, London[9]

## Diskografie
- Nachdenkliche Wehrpflichtige / LSDAP/AO / Vielleichtors / Männer In Nassen Kleidern, Kirche Der Ununterschiedlichkeit ZickZack – ZZ120, 1982
- Albert Oehlen, Markus Oehlen, Jörg Immendorff, Werner Büttner, Martin Kippenberger und A. R. Penck: Die Rache der Erinnerung. ZickZack – ZZ205, 1984
- Albert Oehlen & Martin Kippenberger: Nelson And The Alma Band (7″, S/Sided). Leiterwagen Records, 1990
- Rüdiger Carl, Albert & Markus Oehlen: Jailhouse: Indigo (CD). Leiterwagen Records, 1996
- Rüdiger Carl, Albert & Markus Oehlen: Jailhouse: Trommeln im Anzug (CD). Leiterwagen Records, 1996
- Rüdiger Carl, Albert & Markus Oehlen: Jailhouse with Strings (CD). Leiterwagen Records, 1998
- Albert Oehlen, Sven-Åke Johansson und Mayo Thompson: Shotgun Wedding, 2003
- Albert Oehlen und Sven-Åke Johansson: Rhythm Ace & Slingerland. Produktion Ni-Vu-Ni-Connu und Galerie Max Hetzler, 2019

## Ausstellungen (Auswahl)
- 1981: Bildwechsel – Neue Malerei aus Deutschland, Akademie der Künste, Berlin
- 1982: Zwölf Künstler aus Deutschland. Kunsthalle Basel (Erste Spiegelbilder)
- 1984: Von hier aus – Zwei Monate neue deutsche Kunst in Düsseldorf. Museum Folkwang
- 1985: Kunst in der Bundesrepublik Deutschland 1945–1985. Neue Nationalgalerie, Staatliche Museen zu Berlin
- 1988: Binationale – Deutsche Kunst der späten 80er Jahre – Amerikanische Kunst der späten 80er Jahre. Kunsthalle Düsseldorf; auch Institute of Contemporary Art, Boston
- 1989: Neue Figuration – Deutsche Malerei 1960–1980. Kunstmuseum Düsseldorf
- 1991: Metropolis. Martin-Gropius-Bau, Berlin
- 1992: Ars Pro Domo. Gesellschaft für Moderne Kunst am Museum Ludwig, Köln
- 1994: Albert Oehlen – Malerei. Deichtorhallen Hamburg
- 1997: Albert vs. History. Kunsthalle Basel, Basel
- 2006: ‘‘Die Götter im Exil - Alber Oehlen, Salvador Dalí u. a.‘‘ Kunsthaus Graz, Graz
- 2006: Darren Almond, Albert Oehlen - Time 2 Kill. Galerie Max Hetzler, Berlin / Whitechapel Art Gallery, London
- 2006: künstlerbrüder – von den dürers zu den duchamps. Haus der Kunst, München
- 2009: Albert Oehlen. Musée d’art moderne de la Ville de Paris, Paris
- 2010: Albert Oehlen – Fingermalerei. Emil Schumacher Museum, Hagen
- 2010: Albert Oehlen – Werke aus der Sammlung. Kunstraum Grässlin, St. Georgen im Schwarzwald
- 2012: Albert Oehlen. Kunstmuseum Bonn, Bonn
- 2013: Albert Oehlen – Malerei. Mumok, Wien
- 2014: Albert Oehlen: Malerei im Gespräch. Museum Folkwang, Essen.[10]
- 2014: Albert Oehlen – Die 5000 Finger von Dr. Ö. Museum Wiesbaden
- 2015: Albert Oehlen: Home and Garden. New Museum, New York
- 2015: An Old Painting in Spirit. Kunsthalle Zürich, Zürich
- 2015: Geniale Dilletanten, Haus der Kunst, München[11]
- 2016/2017: Georg Baselitz + Albert Oehlen, Kunstverein Reutlingen
- 2016/2017: Behind The Image, Museum Guggenheim Bilbao
- 2016/2017: Woods near Oehle, The Cleveland Museum of Art
- 2019: Albert Oehlen - unfertig, Kunstmuseum St. Gallen, Lokremise St. Gallen
- 2020: Albert Oehlen/Carroll Dunham. Bäume/Trees, Sprengel-Museum, Hannover[12]
- 2021: Albert Oehlen. Unverständliche braune Bilder, Galerie Max Hetzler, Berlin
- 2022: Albert Oehlen. Sculptures and Works on Paper, Hetzler Marfa, Marfa, Texas
- 2025: Ausstellung Bilder zum Orgelwettbewerb (Improvisationsaufgabe) in der Basilika St. Johann in Saarbrücken

## Filme
- Martin Kippenberger und Co – Ein Dokument. „Ich kann mir nicht jeden Tag ein Ohr abschneiden“. Buch und Regie: Jaqueline Kaess Farquet. München 1985/2010. DVD. 25 min., Independent Artfilms
- Der Maler. Buch: Albert Oehlen und Ben Becker, Regie: Oliver Hirschbiegel. Deutschland 2021. 94 min. Filmstart in Deutschland geplant für den 16. März 2023.[13]